# Abraham van den Blocke

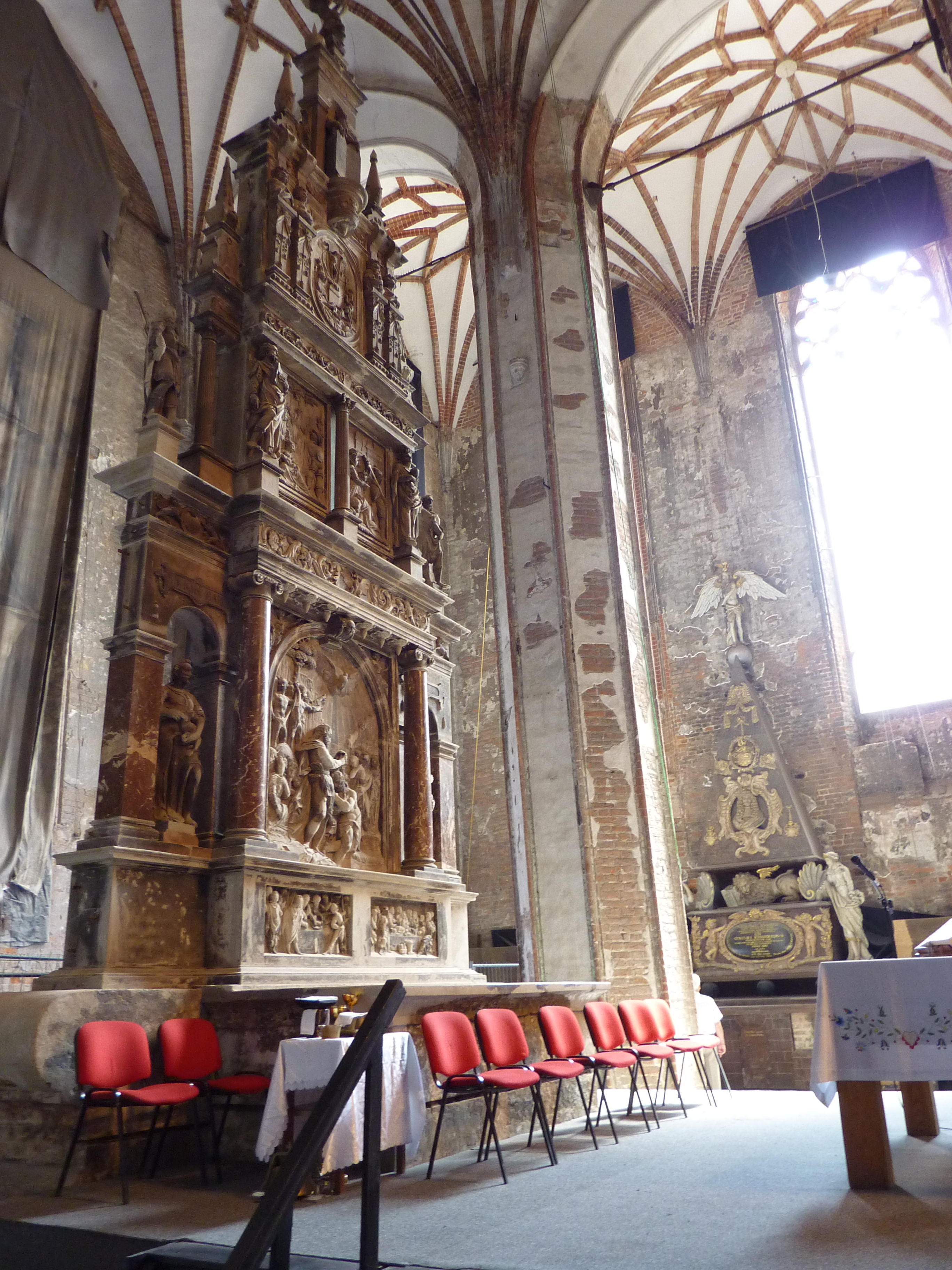
Ołtarz główny kościoła św. Jana w Gdańsku

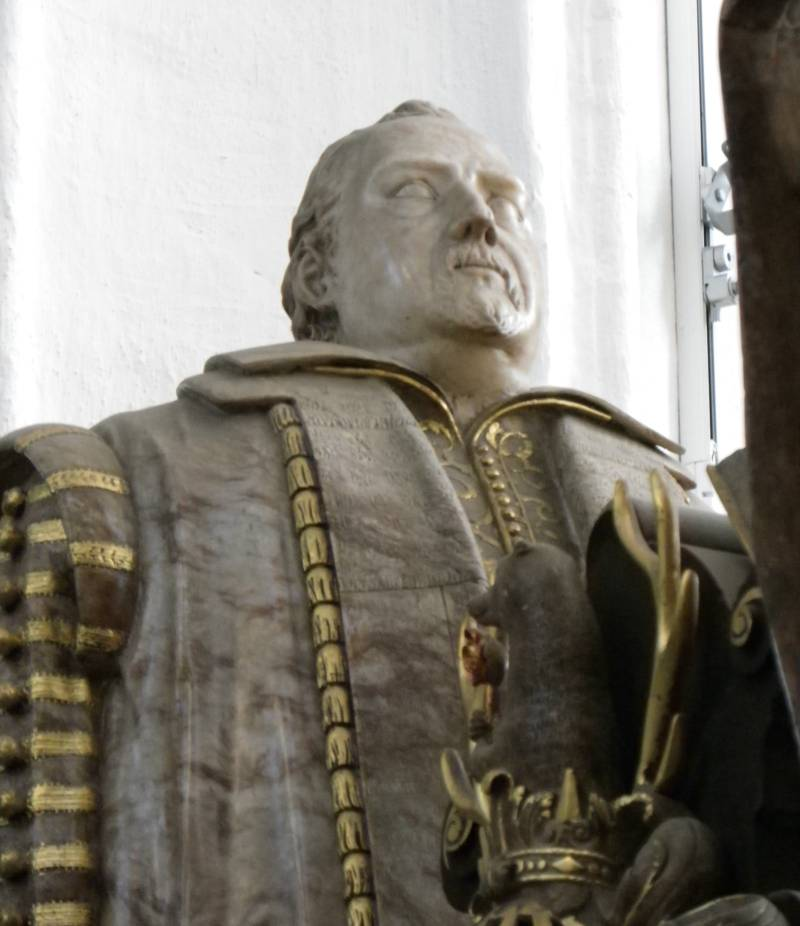
Nagrobek Szymona Bahra w bazylice NMP w Gdańsku

Abraham van den Blocke (ur. 1572 w Królewcu, zm. 31 stycznia 1628 w Gdańsku) – architekt i rzeźbiarz tworzący w Gdańsku, syn Willema.

## Życiorys
Od 1598 roku prowadził przedsiębiorstwo rzeźbiarsko-budowlane. Był reprezentantem końcowej fazy manieryzmu niderlandzkiego w rzeźbie gdańskiej, aczkolwiek ostatnie jego dzieła cechuje już barok.
W latach 1598–1611 wykonał ołtarz w kościele św. Jana oraz dekoracje Wielkiej Zbrojowni. Był projektantem i wykonawcą Złotej Bramy (1612–1614) oraz Fontanny Neptuna i Złotej Kamieniczki. W latach 1616–1617 stworzył fasadę Dworu Artusa. Jest autorem wielu epitafiów i nagrobków w kościele Mariackim w Gdańsku, m.in. nagrobka Justyny i Szymona Bahrów (1614–1620) oraz nagrobków w kościołach Łowicza, Chełma, Gniezna i Włocławka.

## Upamiętnienie
W 2022 został patronem jednego z gdańskich tramwajów. 